# Священная дорога (Аттика)

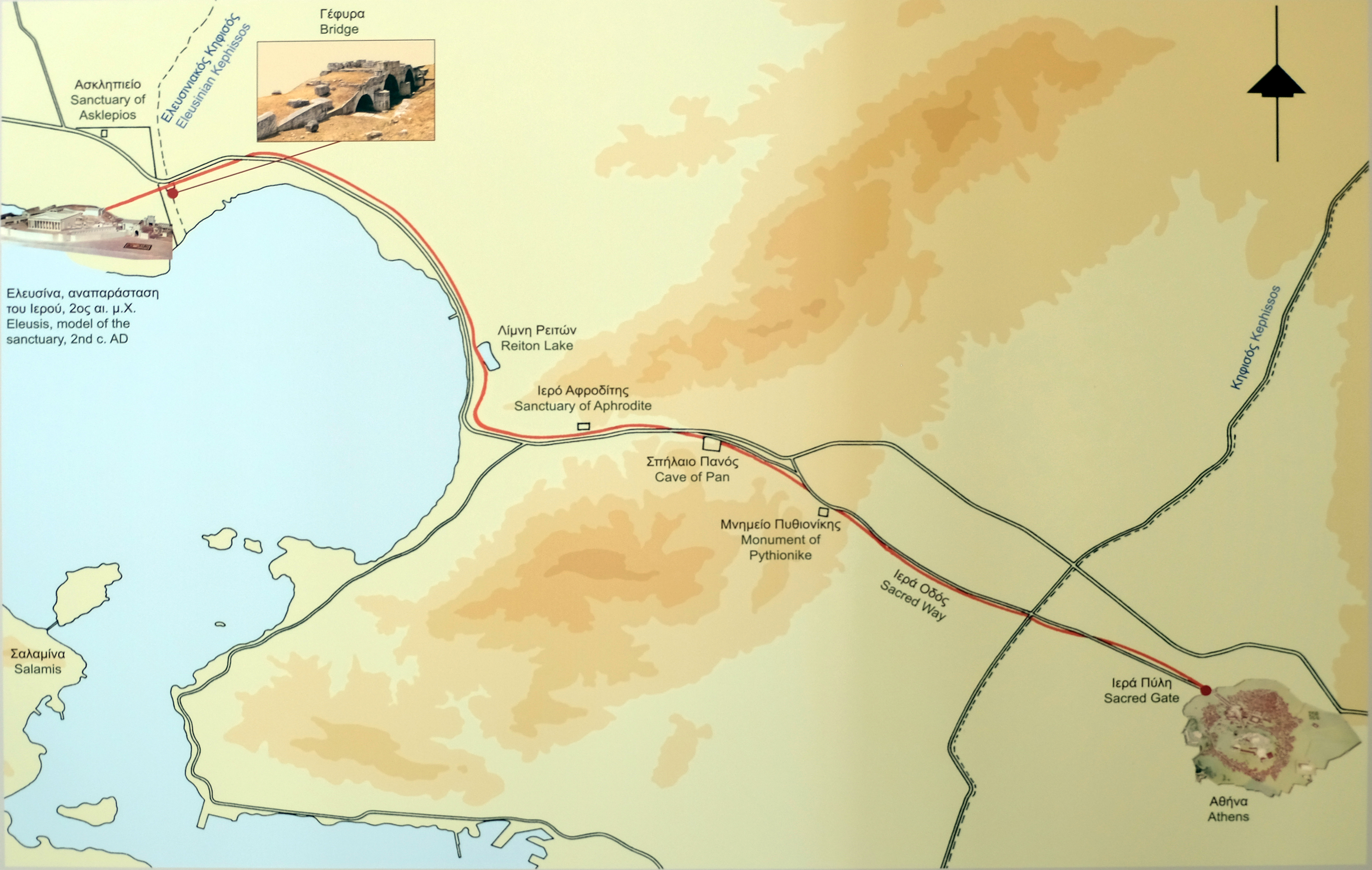
Карта священной дороги

Карта окрестностей античных Афин

«Священная дорога» (др.-греч. Ιερά οδός) — древняя дорога из Афин в Элевсин. Названа священной, потому что по ней проходила священная процессия во время ежегодных Великих Элевсинских мистерий. 
Отправной точкой были Священные ворота в районе Керамик. Проходила вдоль современной Иера-Одос, через Дипилонские ворота (Фриасийские ворота), мимо святилища Аполлона Дафнийского (ныне — византийский монастырь Дафни) и храма Афродиты, пересекала среднюю часть гор Эгалеос — гору Пойкила и далее шла по Фриасийской равнине. Длина пути составляла 22 км. Дорога была обставлена многочисленными надгробными памятниками, гробницами и святилищами.

## Описание
Священная процессия одолевала дорогу за один день. На стоянках совершались обряды. Участники процессии везли на повозке деревянное, украшенное миртом изображение Иакха. Через Риты в классическую эпоху дороги не было. Римский император Адриан построил мост через Риты в 125 году. Мост сохранился в хорошем состоянии.
Севернее холма Профитис-Илиас у Священной дороги стоял памятник Пифионике, воздвигнутый Гарпалом, казначеем Александра. Памятник представлял собой целый храм с алтарём Афродите-Пифионике. Гарпал потратил на памятник Пифионике в Афинах и её гробницу в Вавилоне более 200 талантов.
Вдоль дороги стояли гермы, которые указывали расстояние от алтаря Двенадцати Богов на Афинской агоре.
У «священной дороги» возник город Хайдарион, в древности — дем Герм в филе Акамантида.

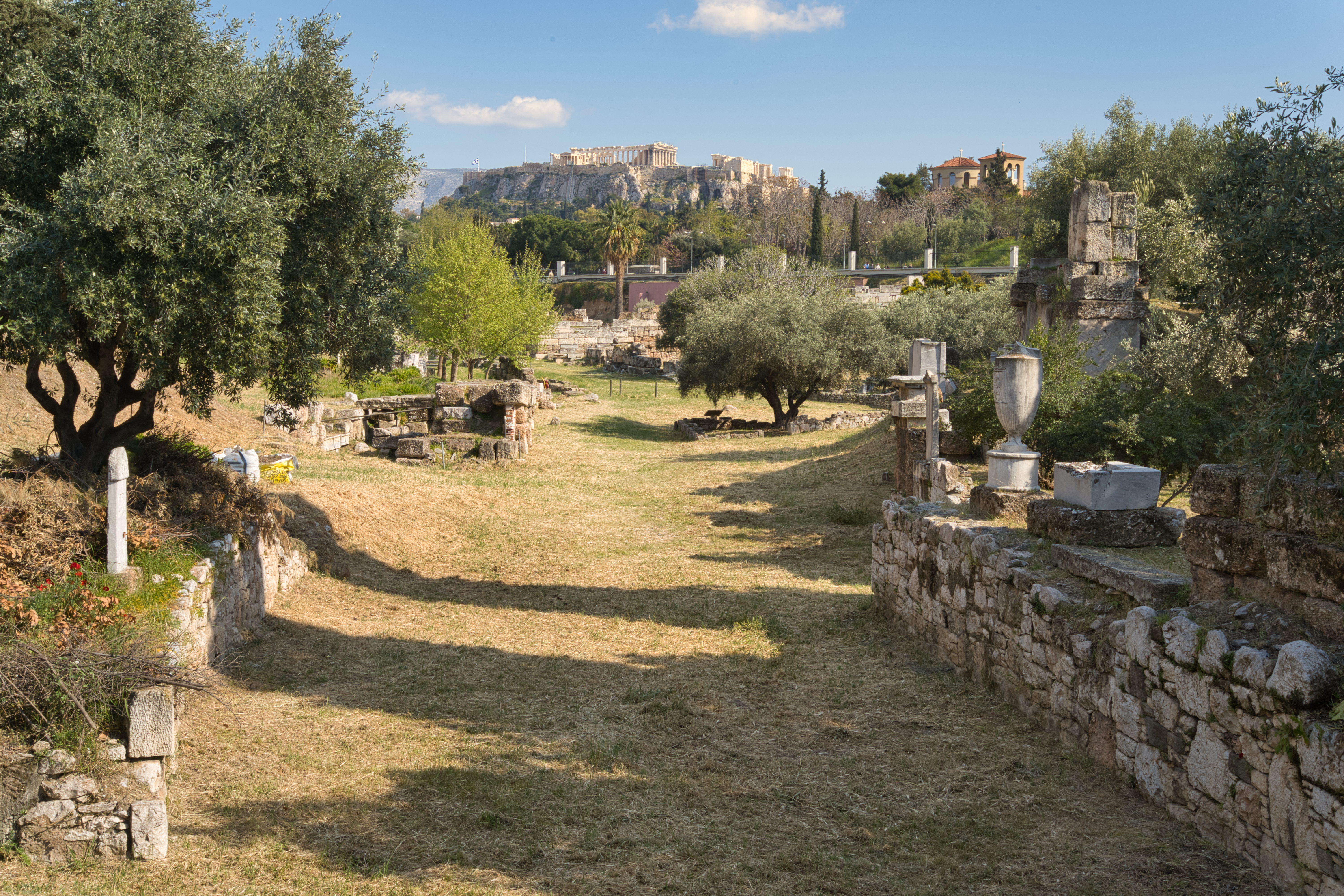
Священная дорога у кладбища Керамика